# Kościół Najświętszego Serca Pana Jezusa w Płocku
Kościół Najświętszego Serca Pana Jezusa na osiedlu Imielnica w Płocku należy do parafii pw. św. Jakuba Apostoła.
Historia parafii sięga XII w. W 1413 otrzymała odpusty od papieża Marcina V. W XVI w. została przejęta przez mansjonarzy katedralnych. W 1598 drewniany kościół posiadał dwie kaplice. Ołtarz główny był murowany i miał rzeźbioną nastawę. Świątynia ta istniała do 1835. Kolejny drewniany kościół wzniesiono w latach 1836–1837, według projektu Michała Miklaszewskiego, kosztem Jana Weynertha. Od 1900, kiedy w pobliskich Borowiczkach (dziś część Płocka) powstała cukrownia, postanowiono zbudować większy i obszerniejszy kościół. W 1927 ówczesny proboszcz, ks. Władysław Skierkowski rozpoczął budowę nowej świątyni według projektu Brunona Zborowskiego. Budowę zakończono w 1935, a aktu konsekracji dokonał bp Leon Wetmański. Podczas okupacji Niemcy aresztowali ks. Skierkowskiego i wywieźli do niemieckiego obozu koncentracyjnego Soldau (KL) w Działdowie, a plebanię wykorzystali jako magazyn. Obecny kościół jest bardzo ciekawie wyposażony, ma wspaniałą polichromię autorstwa Władysława Zycha.
W krypcie kościoła spoczywają:
- generał Piotr Karol Bontemps (1777–1840) z małżonką Różą z domu Monfeull[2]

Proboszczem od 2002 r. jest ks. Ryszard Paradowski, a pomagają mu księża Dariusz Pargulski i Marek Tomasz Wiśniewski.

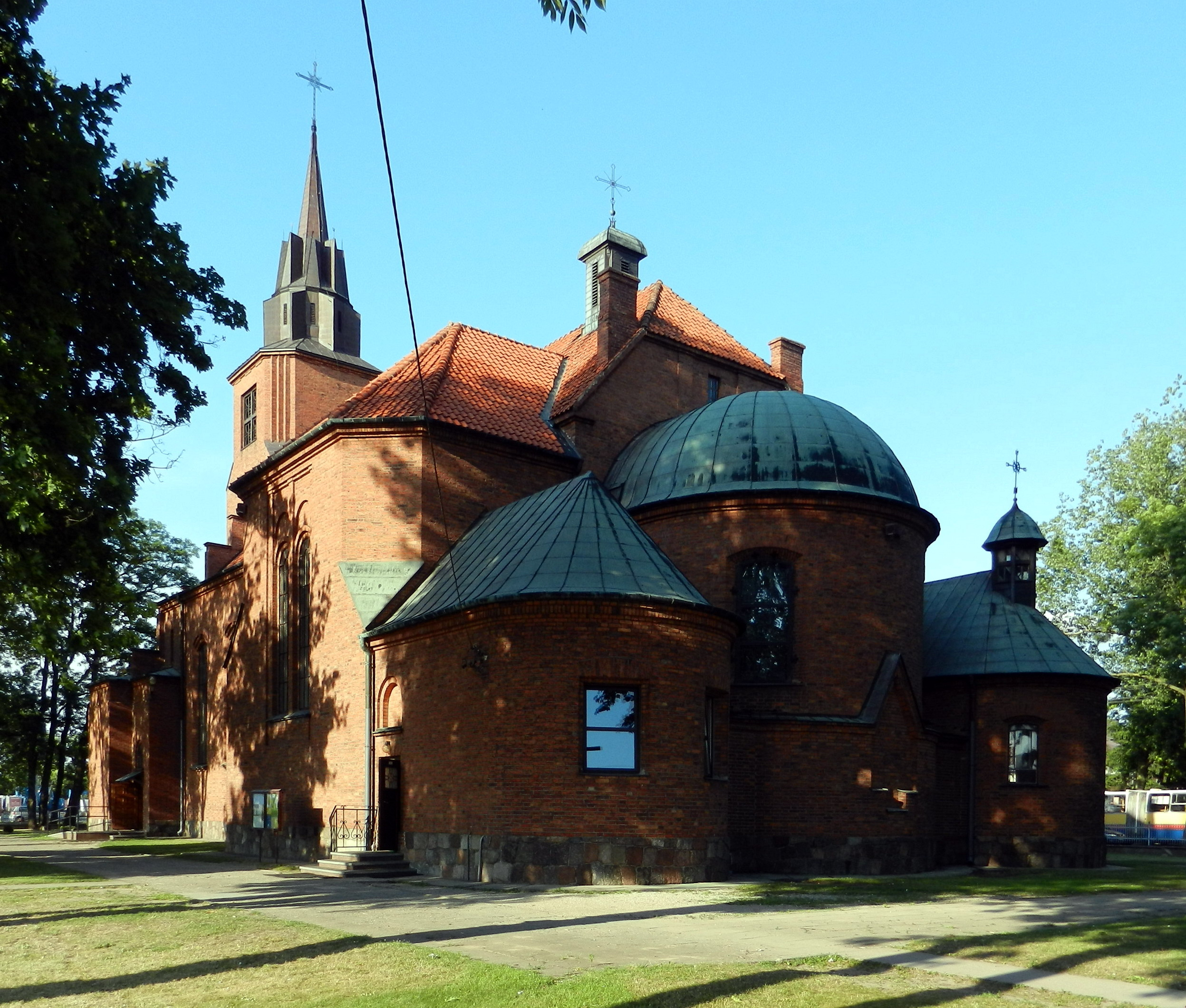
Widok od prezbiterium

Do parafii pw. Św. Jakuba należą płockie osiedla: Imielnica i Borowiczki oraz pobliskie wsie: Bielino, Borowiczki Pieńki, Nowe Boryszewo, Stare Boryszewo, Cekanowo, Gulczewo, Mirosław, Rydzyno.
Do parafii należy Cmentarz Rzymskokatolicki w Imielnicy (ul. Harcerska), który obejmuje powierzchnię 4 ha. Cmentarz założony został w 1935 roku, ale pierwsze groby pojawiły się tam - oprócz nieznanego żołnierza z 1945 – dopiero w 1947 roku.
Na cmentarzu spoczywają m.in.:
- Aleksandra Łuszczyńska (1943–2015) – polityk, posłanka na Sejm Rzeczypospolitej Polskiej IV kadencji
- Stanisław Nawrocki (1947–2004) – pisarz, adwokat, przewodniczący Rady Miasta Płocka
- kapitan Batalionów Chłopskich Bolesław Pyszko (1921–1988),
- ksiądz Bolesław Plewiński (1882–1958) – proboszcz parafii w Kraszewie.